# السالمية (كفر الشيخ)
قرية السالمية هي إحدى القرى التابعة لمركز فوه في محافظة كفر الشيخ في جمهورية مصر العربية. حسب إحصاءات سنة 2006، بلغ إجمالي السكان في السالمية 15033 نسمة، منهم 7569 رجل و7464 امرأة.